# Hlučín (stacja kolejowa)
Hlučín – stacja kolejowa w Hulczynie, w kraju morawsko-śląskim, w Czechach. Znajduje się na wysokości 245 m n.p.m. i jest stacją końcową linii kolejowej nr 317.